# 知本紐旌介殼蟲
知本紐旌介殼蟲（学名：Newsteadia chihpena）为旌介殼蟲科紐旌介殼蟲屬下的一个种。